# Peter Harris
Peter Philip Harris (19 dicembre 1925 – 2 gennaio 2003) è stato un calciatore inglese, di ruolo attaccante.

## Biografia
Nel 2009 viene inserito nella hall of fame del Portsmouth.

## Carriera

### Club
Ha militato dal 1946 al 1960 al Portsmouth, con cui ha collezionato 479 presenze e 193 reti.

### Nazionale
Ha debuttato in Nazionale il 21 settembre 1949, nell'amichevole Inghilterra-Irlanda (0-2). Ha collezionato in totale, con la maglia della Nazionale, due presenze.

## Palmarès

### Club

#### Competizioni nazionali
- Campionato inglese: 2

Portsmouth: 1948-1949, 1949-1950
- Community Shield: 1

Portsmouth: 1949